# Johann Gottfried Müller
Johann Gottfried Müller, magyarosan Müller János Godofréd (Szászváros, 1796. december 28. – Währing, 1881. március 4.) esztéta, bölcseleti és jogi doktor, jogakadémiai tanár, író, császári tanácsos.

## Élete
Tanult a szászvárosi ottani evangélikus iskolában és a református algimnáziumban 1809-ig, azután a nagyszebeni főgimnáziumban 1810-től 1817-ig, egyszersmind a két jogi osztályt is elvégezte; az érettségi vizsga letétele után, 1817 november a bécsi egyetemre ment, ahol a jog- és államtudományokat hallgatta és jogi doktor lett. 1821-től két évig a göttingeni egyetemen tanult és egyig a párizsi tudományos intézeteket látogatta. 1824 végén hazajött és Pesten mint köz- és váltóügyvéd 17 évig működött, egyszersmind a tudományoknak élt és tagja volt a pesti és bécsi jogi karnak és a pesti természettudományi társulatnak. 1844. november 22-én a göttingeni egyetem bölcseleti doktorrá nevezte ki. 1844. január 22-én az evangélikus főkonzisztórium meghívta az újonnan alakult szebeni jogi karhoz tanárnak évi 800 forint fizetéssel, ahol a jogi és politikai irodalomtörténetet és enciklopédiát, természetjogot, állam- és népjogot, római, egyház- és büntetőjogot és a büntetőügyi eljárást adta elő; később igazgató-tanár lett és az etikát, jogbölcseletet és a protestáns egyházjogot tanította. Tiszteletbeli tagja lett több irodalmi és gazdasági egyesületnek. 1860. június 7-én érdemeinek elismeréséül a felség császári tanácsosi méltóságra emelte és 1862-ben a Ferenc József-rend lovagkeresztjét adományozta neki. Szünidejét utazásokra fordította; járt Német-, Francia-, Olasz-, Spanyol-, Svéd-, Oroszországban és Angliában, Svájcban, sőt Afrika északi részében is megfordult. Érdemeket szerzett a nagyszebeni iparegyesület terén is, mint annak több évig volt elnöke. 1870. szeptember 1-jén nyugalomba vonult és Währingben, Bécs mellett lakott.
Cikkei a Pester Tageblattban (1839-1840. statisztikai, bölcseleti és kritikai cikkek); az augsburgi Allgemeine Zeitungban (1840. kritikák); a Kisfaludy-társaság Évlapjaiban (II. 1840-41. Regény és dráma párhuzamban, dicséretet nyert értekezés, III. 1841-42. Nemzetiség és népiesség a költészetben, különösen a magyarban, jutalmazott pályamű, VI. 1844. Az új franczia drámáról, 15 arannyal jutalmazott pályamű); a Magyar Gazdában (1843. A haszonbérnek Magyarországban használandó legjobb módjáról, kivonatban, a magyar gazdasági egyesület által a szerzőt tagjának megválasztásával jutalmazott pályamű kivonata).

## Munkái
- Magyaren-Spiegel oder wahre Schilderung der Völker Verfassung und Richtung des ungrischen Reiches neuester Zeit. Von einem Magyaren. Leipzig, 1844. (Rézmetszettel, Magyarország koronáját és czímerét a melléktartományok czímereivel együtt feltüntetve. Ism. Csaplovics J. az Österr. Blätter für Literatur-ban).
- Wiedergeburt. Ein Nachruf an die evangelische Kirchengemeinde des Augsburgischen Bekenntnisses in Hermannstadt, nach der festlichen Wiedereröffnung ihrer neuhergestellten Pfarrkirche am Pfingsfeste und 27. Maitage 1855. von einem ihrer Getreuen. Hermannstadt, 1855. (A tiszta jövedelem az ág. ev. templom építési alaptőkéje javára fordíttatott).
- Besonnenes Kirchenthum. Eine Liebesbitte an die evang. Kirchengemeinde des Augsburger Bekenntnisses in Hermannstadt, drei Jahre nach der festlichen Wiedereröffnung ihrer neuhergestellten Pfarrkirche am Pfingstfeste und 23. Maitage 1858. von jenem ihrer Getreuen, der vor drei Jahren «Wiedergeburt» gerufen. Hermannstadt, 1858. (A tiszta jövedelem a wormsi Luther-emlék alaptőkéjére fordítva).
- Taschenbuch der k. k. Hermannstädter Rechtsakademie für das Schuljahr 1858-1859. Herausgegeben. Hermannstadt, 1859.
- Taschenbuch der k. k. Hermannstädter Rechtsakademie für das Schuljahr 1859-1860-ra. Hermannstadt, 1860. (Anhang: Geschichte der k. k. Hermannstädter Rechtsakademie).

### Kéziratban
Historisch-statistische Darstellung des Ursprungs, der Eigenthümlichkeiten und Sitten der Ungarn gegenwärtig (1842) bewohnenden Volksstämme mit zwei geographischen Charten und vier statistischen Tafeln. Eine von der Fürst Jablonovszkyschen Gesellschaft der Wissenschaften zu Leipzig gekrönte Preisschrift; Über das Strafrecht im Staate besonders über die Todesstrafe. Philosophisch und historisch bearbeitet; Das Kaiserthum Österreich. Eine Schrift komparativer Staatskunde; Über das Prinzip der Erziehung im protestantischen Sinne; A szépről és fenségesről, a m. tudom. akadémiánál dicséretben részesült pályamű; A népiskolákról bölcseletileg és történelmileg; Magyarországnak azon népeiről, melyeket a magyarok országukban találtak, és melyek az Árpádok alatt bevándoroltak, 7 táblázattal 1843.; Az orvosoknak valamely új rendezete körül írt eszme 1842.; De studii linguarum comparativi vi et momento in studium linguae generaliter sumtum 1843.; Versuch eines Universalsystems, welches das gesammte Dasein und das ganze Wissen zu einem untheilbaren Gesammtgebiete der Wissenschaft zu umfassen und im Falle des Gelingens alle Widersprüche in den bisherigen wissenschaftlichen Separatgebäuden zu heben hätte (több évi munka eredménye).